# Јован Комнин Дебели
Јован Комнин Дебели (грчки: Ἰωάννης Κομνηνὸς ὁ παχύς; умро 31. јула 1201) је био византијски племић који је 1201. године предводио неуспешну побуну против цара Алексија III Анђела (1195-1203).

## Младост
Јован је био син угледног протостратора Алексија Аксуха. Аксухи су били истакнута византијска породица турског порекла, блиско повезана са Комнинима. Пружили су велики број истакнутих генерала 12. века. Две породице биле су повезане браковима. Јованова мајка Марија ћерка је Алексија Комнина, најстаријег сина и савладара Јована II Комнина (1118-1143). Јован је тако преко мајке био повезан са некадашњом владајућом династијом. Владавина Алексија III Анђела била је нестабилна од самог почетка. Аристократија се уротила против њега, његови нови порези наишли су на неодобравање Сената, свештенство и трговци нису били на његовој страни, а ниже и средње класе често су се дизале на побуне против корумпираних званичника. Најзначајнији од њих је масовни устанак фебруара 1200. године који је угушен уз интервенцију царских трупа. Јован Комнин је био прилично неважна личност на двору крајем 13. века. Алексије Дука Мурзуфл, који је накратко постао цар, непосредно пред коначну опсаду Цариграда, је можда био стварни организатор побуне. Јован је сигурно имао подршку у ширем кругу племства династије Комнин, могуће чак и браће Алексија и Давида, који ће касније основати Трапезунтско царство.

## Устанак
Најзначајнији извор који описује устанак Јована Дебелог је хроника Никите Хонијата. Поред Хонијата, о устанку су писали и Нићифор Хрисоверг и Евтимије Торник. Устанак је подстакнут и неуспесима Анђела у спољној политици. Јованова побуна избила је 31. јула 1201. године када су завереници провалили у Аја Софију где су се заклели да ће вратити некадашње територије Царства окупиране од стране Бугара, Турака Селџука и латинских крсташа. Јован је проглашен за цара и крунисан је од стране монаха. Патријарх Јован X сакрио се у ормар. У престоници се становништво дигло на нереде и запалило више цркава. Онда су се завереници упутили ка Великој палати. Избегли су капију Халке због страха од Варјашке гарде. Ушли су кроз Карејске капије.
Устаници су овладали западним деловима палате. Јован је сео на царски престо који се срушио под његовом великом тежином. Није предузео даље акције како би консолидовао своју власт, сем што је именовао главне следбенике на највише позиције Царства. Истовремено су његове присталице, уз подршку бројних грузијских и италијанских плаћеника, кренуле у пљачку зграда. Стигли су чак до Неа Еклесије где су се чувале најсветије реликвије Царства. Бранио их је скевофилакс Никола Месарит који се након рањавања повукао. Алексије III је у међувремену боравио у Влахеранској палати у северозападном делу града. Окупио је снаге за контранапад. Мали део снага послао је бродовима око полуострва до манастира Богородице Одигитрије северно од Велике палате. Предводио их је царев зет, Алексије Палеолог. Намера им је била да се споје са Варјазима који су се одржали у северним деловима палате.
Главне Алексијеве снаге марширале су ка хиподрому где се налазило највише Јованових присталица. Затим су ушли у палату где су наишли на слаб отпор Јованових присталица. Сам Јован је заробљен након краткотрајне потере у палати. Глава му је одмах одсечена и следећег јутра је приказана на Константиновом форуму. Његово тело је постављено испред Влахеранске палате. Слична судбина задесила је многе његове присталице који су заробљени и мучени. Алексије Мурзуфл је вероватно бачен у затвор после овог неуспелог државног удара. Познато је да се у затвору налазио до 1203. године. Алексије и Давид су изгледа побегли из престонице. Могуће да је Јован био отац Теодоре Аксухине, супруге Алексија I Великог Комнина.